# Hermione (stad)
Hermione (Oudgrieks: ‘Ερμιόνη of ‘Ερμιών; Grieks: Ερμιόνη) was in de oudheid een van de belangrijkste poleis in de Argolis (Peloponnesos). De polis met centrum tegenover Hydra omvatte ook de eilanden Hydra, Spetses, Spetsopoula en Dokos. De bevolking wordt voor de 5e eeuw v.Chr. op 5000 tot 7500 mensen geschat. 
De stad nam aan de Perzische Oorlogen deel en wordt op de beroemde slangenzuilen van Delphi vermeld. Ze sloeg eigen munten en werd ten minste tot in de 2e eeuw (cf. Pausanias) bewoond.
Vandaag zijn er nog restanten van de stadsmuren en een ronde toren zichtbaar, alsook de fundamenten van een tempel (waarschijnlijk van Poseidon).